# Narawntapu-Nationalpark
Der Narawntapu-Nationalpark liegt im Norden der zu Australien gehörenden Insel Tasmanien an der Bass-Straße, die Tasmanien von Australien trennt. Der Nationalpark ist etwa 205 km nördlich von Hobart gelegen und befindet sich zwischen Port Sorell im Westen und der Mündung des Tamar River im Osten. Auch vorgelagerte Inseln sind in den Nationalpark einbezogen.

## Geschichte
Der Park wurde ursprünglich am 29. Juni 1976 unter dem Namen Asbestos-Range-Nationalpark unter Schutz gestellt. Aufgrund von Bedenken, dass das Wort Asbest potentielle Besucher abschrecken könnte, wurde die Bezeichnung auf Narawntapu geändert, eine Bezeichnung der Ureinwohner für das Küstenvorgebirge innerhalb des Parks.

## Pflanzen- und Tierwelt
Aufgrund der enormen Artenvielfalt wird der Nationalpark auch Tasmaniens Serengeti genannt. Insbesondere ist die hohe Anzahl an Beuteltieren bedeutsam, z. B. Östliches Graues Riesenkänguru, Rotnackenwallaby, Rotbauchfilander, Nacktnasenwombat, Tasmanischer Teufel, Kurzschnabeligel und Schnabeltier.
Auch zahlreiche Vogelarten kommen vor, darunter gefährdete Arten wie Kappenregenpfeifer, Keilschwanzadler und Schwalbensittich.